# モントピリア (軽巡洋艦)
モントピリア (USS Montpelier, CL-57) は、アメリカ海軍の軽巡洋艦。クリーブランド級軽巡洋艦の3番艦。艦名はバーモント州モントピリアに因む。その名を持つ艦としては2隻目にあたる。
ソロモン諸島の戦いにおいて第39任務部隊の旗艦としてアーロン・S・メリル少将の座乗艦を務め、アイアンボトム海峡を初めとするソロモン海域、特に “ザ・スロット” と呼ばれたニュージョージア海峡において武勲をあげつつ艦を一隻も失っていない、日米双方で唯一の艦隊の旗艦として「ソロモンの伝説 ("Legend of the Solomons") 」と呼ばれた。

## 艦歴
「モントピリア」は1940年12月2日にニュージャージー州カムデンのニューヨーク造船所で起工した。1942年2月12日にウィリアム・F・キャリー夫人によって命名・進水し、1942年9月9日に艦長レイトン・ウッド大佐の指揮下就役した。
「モントピリア」はバージニア州ノーフォークを出航し、1943年1月18日にニューカレドニアのヌメアに到着し、アーロン・S・メリル少将率いる第68任務部隊（第32任務部隊第12巡洋艦戦隊）の旗艦となる。1月25日にニューヘブリディーズ諸島のエファテ島に到着、同地を拠点として数ヶ月間を過ごす。ガダルカナル島付近の敵勢力を一掃する間に、モントピリアは1月29日にレンネル島沖海戦に参加した。
2月21日にはラッセル諸島への上陸部隊を支援した。3月5日、6日の晩、「モントピリア」はビラ・スタンモーア夜戦において、コロンバンガラ島の飛行場を砲撃し、敵駆逐艦の撃沈を支援した。6月29日、30日、「モントピリア」と僚艦3隻はニュージョージア島侵攻準備としてポポラン島への砲撃を行う。7月11日、12日の晩にはムンダへの砲撃を行った。続く4ヶ月間、「モントピリア」は日本軍の撤退を妨げるためニュージョージア島付近の偵察巡航を行った。中部太平洋方面での作戦が優先されたため、ソロモン方面でまともに戦えるアメリカ軍の艦隊は第39任務部隊（第68任務部隊から改称）だけだった。
オーストラリアのシドニーを訪れた後、第39任務部隊はトレジャリー諸島およびブーゲンビル島への侵攻部隊に加わった。11月1日にはブーゲンビル島北部のブカ＝ボニス飛行場へ砲撃を行い、ポポラン島、バラレ島の日本軍守備隊に攻撃を行った。巡洋艦と駆逐艦から構成された第39任務部隊は11月2日の夜にブーゲンビル島沖海戦で日本艦隊と交戦する。結果はアメリカ艦隊の勝利で終わり、「モントピリア」は敵艦1隻（軽巡洋艦「川内」）の撃沈の支援に加え、敵機5機を撃墜した。その後、アメリカ軍の空母部隊が到着したため、ソロモン方面でまともに戦える艦隊は第39任務部隊だけという状況は解消された。
1944年2月15日から19日まで「モントピリア」はビスマルク諸島のグリーン諸島への上陸を支援した。3月にはトラック島南方で敵艦を探索し、エミラウ島侵攻部隊に加わる。6月14日にマリアナ諸島侵攻支援のためサイパン島への砲撃を開始し、19日から21日まで第58任務部隊と共にマリアナ沖海戦に参加した。この海戦で日本軍の空母部隊は事実上壊滅した。「モントピリア」はマリアナ諸島に戻り、サイパン、テニアン、グアムへの砲撃を継続した。8月2日にマリアナ諸島を離れ、オーバーホールのため本国に帰還する。
11月25日に戦場に復帰、レイテ湾沖で任務部隊に合流する。11月27日には日本陸軍特別攻撃隊八紘隊の一式戦闘機が突入し11人が負傷した。同湾沖で偵察巡航中に「モントピリア」は多くの奇襲攻撃を退け、敵機4機を撃墜した。12月12日からはミンドロ島侵攻支援のため沿岸での援護を行う。1945年1月のリンガエン湾上陸では特攻機の攻撃から上陸部隊を守り、2月にはコレヒドール島のマリベレス湾、パラワン島での作戦支援、4月14日から23日まではミンダナオ島への上陸を支援した。拠点であるスービック湾からボルネオのブルネイ湾に向けて出航し、6月9日に到着する。6月17日から7月2日までバリクパパンの給油所から出航し、掃海艦、水中爆破班、上陸部隊への支援を行う。「モントピリア」は艦砲射撃によりオーストラリア軍部隊を支援し、多くの連合軍将兵の命を救った。7月の後半から8月にかけては東シナ海で3度の哨戒を行った。
戦争が終了すると、「モントピリア」は和歌山港に停泊し連合軍捕虜の収容を支援した。日本軍艦艇の検査後、「モントピリア」の乗員は広島市の様子を見学するために上陸した。10月18日には松山市で駐屯軍の上陸支援を行い、11月15日に瀬戸内海を離れ東海岸に向かう。太平洋からハワイを経由してサンディエゴに向かい、続いてパナマ運河を通過、最終目的地のニューヨークに到着した。
1945年12月11日に大西洋艦隊に合流、1946年7月1日に第16艦隊に配属される。「モントピリア」は1947年1月24日にフィラデルフィアで退役し係留された。1959年3月1日に除籍され、1960年1月22日にベスレヘム・スチール社にスクラップとして売却された。
「モントピリア」は第二次世界大戦の戦功で13個の従軍星章を受章した。

## 歴代艦長
- レイトン・ウッド Leighton Wood 海軍大佐：1942年9月9日 - 1943年6月9日 初代艦長。最初の巡航中に死去。
- ロバート・G・トービン Robert G. Tobin 海軍大佐：1943年6月9日 - 1943年12月2日
- ハリー・D・ホフマン Harry D. Hoffman 海軍大佐：1943年12月2日 - 1945年3月3日 将官へ昇進。「"The Horse."」の愛称で呼ばれる。
- ウィリアム・A・ゴーリー William A. Gorry 海軍大佐：1945年3月3日 - 日本降伏時の艦長。